# جواهرنامه لنکران
جواهرنامه لنکران کتابی نوشته سید علی کاظم بی اوغلو در سال ۱۸۶۹ میلادی است که در ۴۳ صفحه و به زبان فارسی نگارش شده‌است. موضوع این کتاب دربارهٔ اقتصاد، تاریخ و جغرافیای شهر لنکران و خانات تالش و اشغال آن به دست امپراتوری روسیه است.

## ساختار کتاب
این اثر شامل یک مقدمه، شش فصل و یک سخن آخر است. مقدمه آن هدف نگارش آن را روشن می‌کند. در فصل نخست اثر، نویسنده سعی دارد ریشه واژه لنکران را روشن سازد و در فصل دوم اصل واژه را توضیح دهد. فصل سوم به مرزها و منابع طبیعی خانات تالش می‌پردازد. فصل چهارم به آب و هوای خانات تالش می‌پردازد. فصل پنجم به زندگی و آرامگاه‌های شماری از شیخ‌ها و افراد مذهبی که در این منطقه زندگی می‌کردند، می‌پردازد. فصل ششم در مورد تاریخچه کوتاه پادشاهی و سلطنت تالش می‌گوید. در این بخش، پیش از همه، دوره پیش از تأسیس خانات و فعالیت‌های آقامحمدخان قاجار پوشش داده شده‌است.

## مضامین
نویسنده برنامه‌های متجاوز روسیه را این‌گونه توصیف می‌کند: پس از مرگ نادرشاه، تلاش آقاخان برای تصرف لنکران بی‌نتیجه ماند. فتحعلی‌شاه که می‌خواست میر مصطفی خان را از راه‌های گوناگون تسلیم خود کند با سپاهی ۳۰ هزار نفری به لنکران لشکر کشید. میر مصطفی خان برای نجات خانات تالش از این وضعیت دشوار شورایی را تشکیل داد و فراخواند. این شورا که اظهار داشت تسلیم شدن به ایران قاجاری توهین بزرگی است، تصمیم گرفت که از روسیه درخواست کمک کند. طبق این تصمیم، میر مصطفی خان از راه آستراخان فرستاده‌ای را از طریق پسر عموی خود میرزا محمد بیگ به امپراتوری روسیه فرستاد. سخن آخر این اثر به آثار باستانی و تاریخی در لنکران و مناطق پیرامون آن اختصاص دارد. اثر نویسنده شرح هنری و وقایع‌نگاری است. این کتاب علی‌رغم توصیف محدود وقایع در اثر، از نظر مطالعه تاریخ خان‌نشین تالش بسیار ارزشمند است. در تاریخ‌نگاری جمهوری آذربایجان در دهه‌های ۶۰ و ۸۰ سده بیستم، همراه با مسئله اشغال مناطق شمالی رود ارس توسط روس‌ها، بررسی توسعه تاریخی خانات شمال ارس و تاریخ تصرف آن‌ها به‌دست روسیه رواج یافت. تشکیل خان‌نشین‌ها، اوضاع درونی و خارجی آن‌ها، روابط خان نشین‌ها با روسیه، پیوستن آنها به امپراتوری روسیه و سایر موضوعات از موضوعات اصلی این آثار است.